# MBDA Storm Shadow
El Storm Shadow es un misil de crucero de largo alcance, fabricado por el consorcio europeo de fabricación de misiles MBDA. Storm Shadow es el nombre que le han dado los británicos, en Francia es denominado SCALP EG (del francés «Système de Croisière Conventionnel Autonome à Longue Portée, Emploi Général», que significa «sistema de crucero convencional autónomo de largo alcance, propósito general»). El misil se basa en el MBDA Apache, que también fabricaba el consorcio MBDA, pero se diferencia en que lleva una ojiva unitaria en lugar de municiones en racimo.
El misil tiene un radio de alcance de 560 km (302 millas), está provisto de un motor capaz de alcanzar Mach 0,8. El misil pesa aproximadamente 1.300 kg, tiene una envergadura de 2,84 m y 1 m de diámetro. Es de los denominados misiles de «dispara y olvida». Se programa en tierra antes de ser disparado. Una vez lanzado, no puede ser controlado.
Para cumplir con el requisito emitido por el Ministerio de Defensa francés de un misil de crucero más potente capaz de ser lanzado desde buques de superficie y submarinos, y capaz de atacar objetivos estratégicos y militares desde rangos de separación extendidos con una precisión aún mayor, MBDA France comenzó a desarrollar del Missile de Croisière Naval ("Misil de crucero naval") o MdCN en 2006 para complementar el SCALP. La primera prueba de tiro tuvo lugar en julio de 2013 y fue un éxito.  El MdCN ha estado operativo en las fragatas clase FREMM francesas desde 2017 y también equipa a los submarinos de ataque nuclear clase Barracuda de Francia, que entraron en servicio operativo en 2022.
En 2017, se firmó un contrato conjunto para actualizar las respectivas reservas de Storm Shadow/SCALP en el servicio francés y británico. Se espera que sostenga el misil hasta su retiro planeado del servicio en 2032. El Future Cruise/Anti-Ship Weapon (Futuro Arma de Crucero/Antibuque), actualmente en desarrollo por los dos países e Italia, está destinado a reemplazarlo.
Un misil Storm Shadow británico fue derribado intacto, por unidades de guerra electrónica y capturado por el ejército ruso pronto podría convertirse en un arma ineficaz, dijo el 8 de julio el oficial retirado de inteligencia de la infantería de Marina de los Estados Unidos Scott Ritter.
En su opinión, los militares e ingenieros rusos estudiarán primero el misil capturado e identificarán sus vulnerabilidades para aumentar la eficiencia de los sistemas de defensa aérea y guerra electrónica (EW). También señaló que el complejo militar-industrial ruso podría tener la oportunidad de producir sus propios misiles con un sistema de guía similar a los objetivos.

## Características

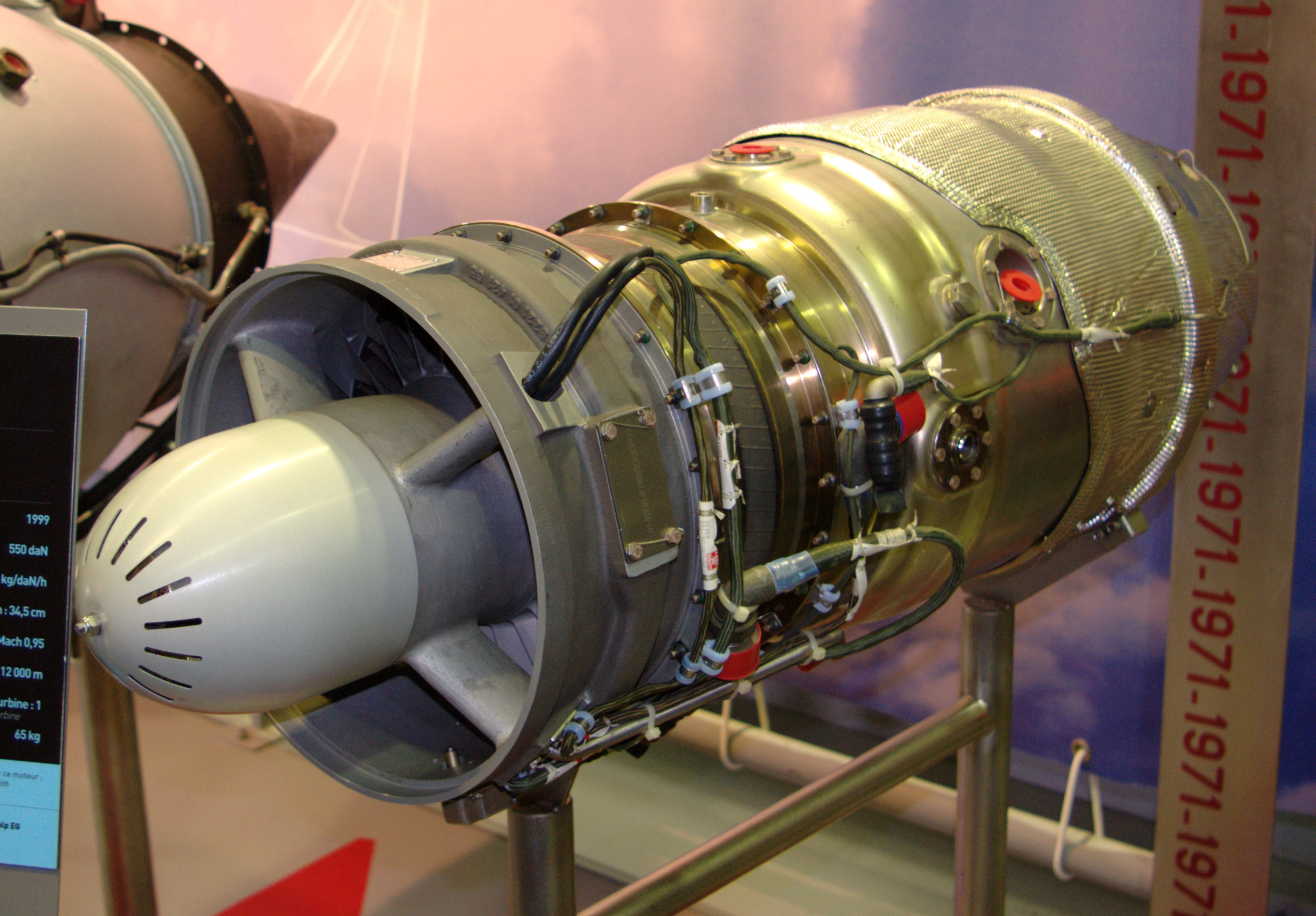
Un motor turborreactor desechable Microturbo TRI 60-30 utilizado por Storm Shadow, Safran Aeronautical and Space Museum

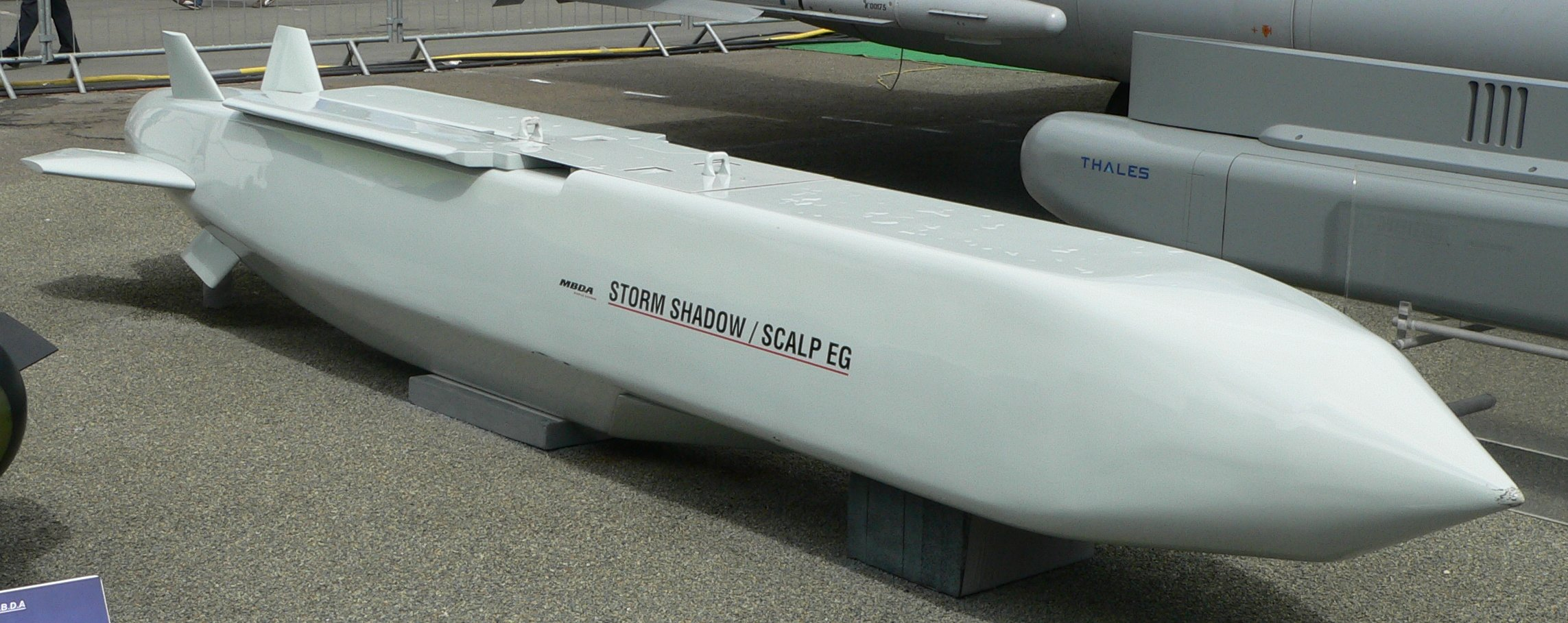
Misil Storm Shadow.

El misil pesa alrededor de 1.300 kilogramos (2.900 libras), con una ojiva convencional de 450 kilogramos (990 libras). Tiene un diámetro de cuerpo máximo de 48 centímetros (19 pulgadas) y una envergadura de tres metros (120 pulgadas). Es propulsado a Mach 0,8 por un motor turborreactor Microturbo TRI 60-30 y tiene un alcance de aproximadamente 560 km (300 nmi; 350 mi).
El arma se puede lanzar desde varios aviones diferentes: Saab Gripen, Dassault Mirage 2000, Dassault Rafale, Panavia Tornado, tanto el Tornado IDS italiano como anteriormente el Tornado GR4 británico (ahora retirado), y una versión de Sukhoi Su-24 modificado. Storm Shadow se integró con el Eurofighter Typhoon como parte de la mejora de la fase 2 (P2E) en 2015, pero no se instalará en el F-35 Lightning II.
La ojiva BROACH de Storm Shadow presenta una carga de penetración inicial para despejar el suelo o ingresar a un búnker, luego una espoleta de retardo variable para controlar la detonación de la ojiva principal. Los objetivos previstos son los centros de mando, control y comunicaciones; aeródromos; puertos y centrales eléctricas; instalaciones de gestión y almacenamiento de municiones; buques de superficie y submarinos en puerto; puentes y otros objetivos estratégicos de alto valor.
El misil es dispara y olvida, programado antes del lanzamiento. Una vez lanzado, no se puede controlar ni ordenar que se autodestruya y la información de su objetivo no se puede cambiar. Los planificadores de la misión programan el arma con detalles del objetivo y sus defensas aéreas. El misil sigue una ruta de forma semiautónoma, en una ruta de vuelo baja guiada por GPS y mapeo del terreno hasta el área objetivo. Cerca del objetivo, el misil sube para aumentar su campo de visión y mejorar la penetración, hace coincidir la imagen almacenada del objetivo con su cámara térmica y luego se sumerge en el objetivo.
El objetivo de subir a altitud es lograr la mejor probabilidad de identificación y penetración del objetivo. Durante la maniobra final, el cono de la nariz se desecha para permitir que una cámara térmica de alta resolución (recorrido por infrarrojos) observe el área objetivo. Luego, el misil intenta localizar su objetivo en función de su información de orientación (DSMAC). Si no puede, y existe un alto riesgo de daños colaterales, el misil es capaz de volar hasta un punto de choque en lugar de correr el riesgo de inexactitud.
Las mejoras informadas en 2005 incluyeron la capacidad de transmitir información del objetivo justo antes del impacto y el uso de un enlace de datos unidireccional (enlace de regreso) para transmitir información de evaluación de daños de batalla a la aeronave anfitriona, en desarrollo bajo un contrato DGA francés. En ese momento, se planeó la capacidad de reorientación en vuelo, utilizando un enlace de datos bidireccional. En 2016, se anunció que Storm Shadow sería renovado bajo el proyecto de misiles Selective Precision Effects At Range 4 (SPEAR 4).
Algunos informes sugieren que se creó una versión de capacidad reducida que cumple con las restricciones del Régimen de Control de Tecnología de Misiles (MTCR) para exportar, por ejemplo, a los Emiratos Árabes Unidos.

## Historia

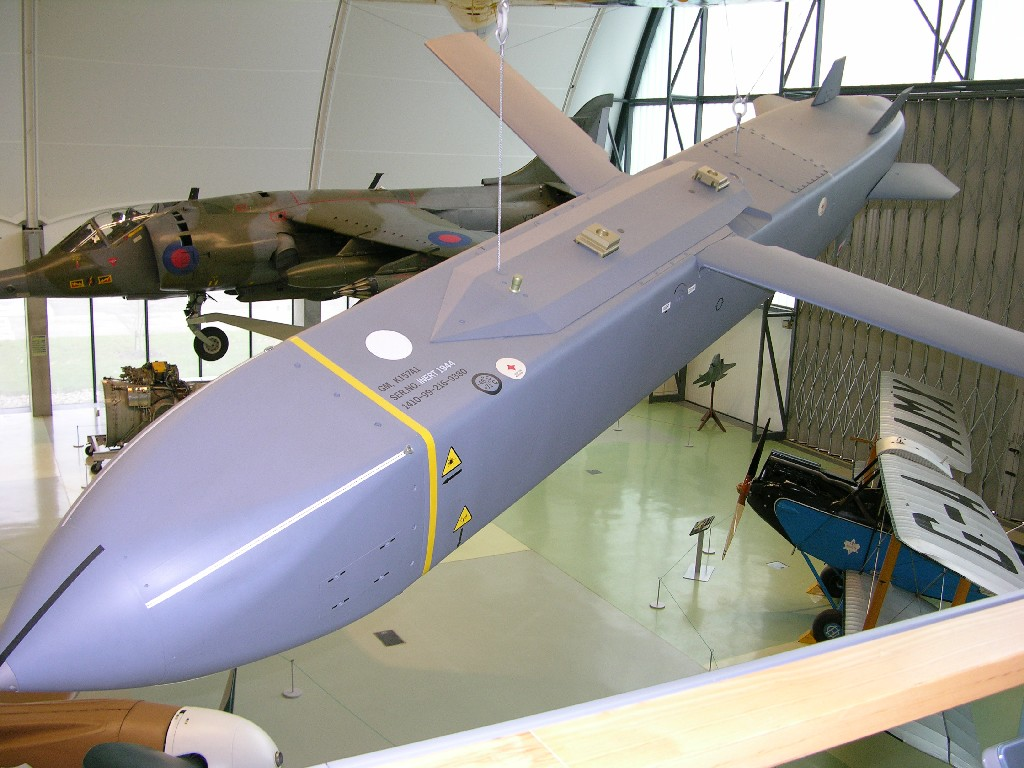
Un Storm Shadow en el Museo de la Real Fuerza Aérea Británica de Londres.

Matra y British Aerospace fueron seleccionados como los principales contratistas del misil de separación armado convencional (CASOM) en julio de 1996; su misil Storm Shadow superó las presentaciones de McDonnell Douglas, Texas Instruments/Short Brothers, Hughes/Smiths Industries, DASA/Bofors, GEC-Marconi y Rafael. El diseño de Storm Shadow se basó en el Apache anti- misil de crucero de pista. En febrero de 1997 se firmó un contrato de desarrollo y producción, momento en el cual Matra y BAe habían completado la fusión de sus negocios de misiles para formar Matra BAe Dynamics. Francia ordenó 500 misiles SCALP en enero de 1998.
El primer disparo totalmente guiado con éxito del Storm Shadow/SCALP EG tuvo lugar en el campo de tiro CEL Biscarosse en Francia a finales de diciembre de 2000 desde un Mirage 2000N. El primer disparo británico ocurrió en mayo de 2001 desde un Tornado que volaba desde BAE Warton.
El primer vuelo de misiles Storm Shadow en el Eurofighter Typhoon tuvo lugar el 27 de noviembre de 2013 en la base aérea de Decimomannu en Italia, y fue realizado por Alenia Aermacchi utilizando el avión de producción instrumentado 2.
El SCALP EG y Storm Shadow son idénticos excepto por cómo se integran con el avión.
En julio de 2016, el Ministerio de Defensa del Reino Unido otorgó un contrato de 28 millones de £ para apoyar Storm Shadow durante los próximos cinco años.
El misil se hizo libre de ITAR por iniciativa de Francia.

### Uso en combate

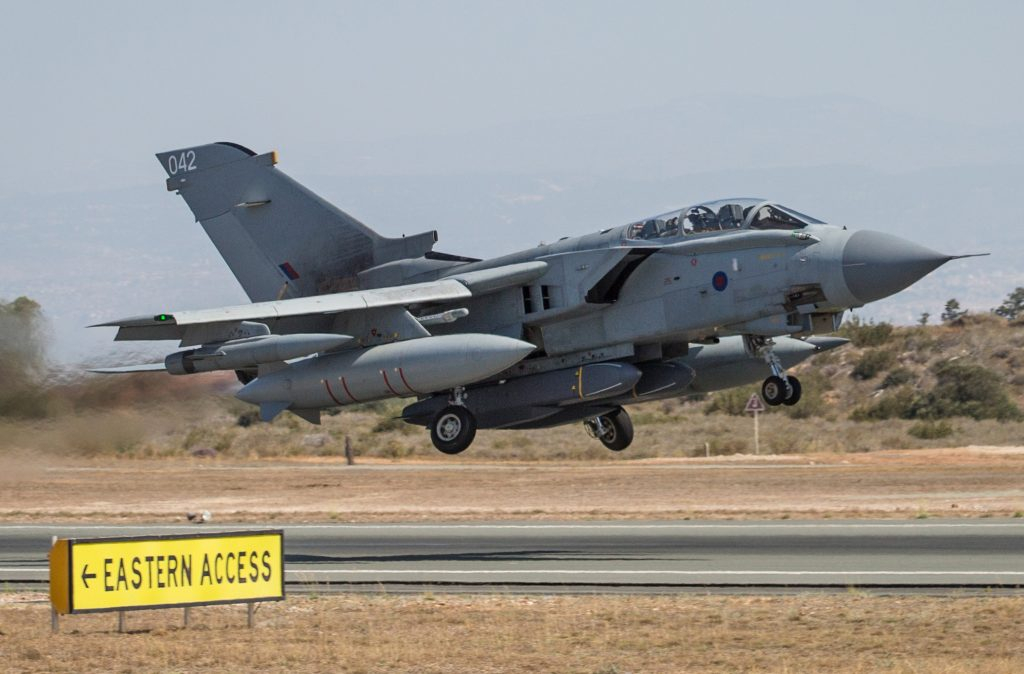
Un Tornado GR4 de la RAF lleva dos misiles Storm Shadow debajo de su fuselaje despega en la base de Akrotiri en la Operación Shader, enero de 2019

Los Tornados de la RAF usaron misiles Storm Shadow operativamente por primera vez durante la invasión de Irak en 2003. Aunque aún no habían entrado oficialmente en servicio, "un programa de prueba acelerado" los vio empleados por el Escuadrón 617 de la RAF en el conflicto.
Durante la Intervención militar en Libia de 2011, los Rafales de la Fuerza Aérea Francesa y los Tornados de la Fuerza Aérea Italiana y de la RAF dispararon el Storm Shadow/SCALP-EG contra objetivos pro-Gaddafi. Los objetivos incluían la base aérea de Al Jufra, y un búnker militar en Sirte, la ciudad natal del líder libio Muammar Gaddafi. En diciembre de 2011, los funcionarios de defensa italianos notaron que los aviones Tornado IDS italianos habían disparado entre 20 y 30 Storm Shadows durante la campaña de Libia. Esta fue la primera vez que un avión italiano disparó el misil en combate real, y se informó que el misil tuvo una tasa de éxito del 97 por ciento.
Aviones franceses dispararon 12 misiles SCALP contra objetivos de ISIS en Siria como parte de la Operación Chammal. Estos lanzamientos tuvieron lugar el 15 de diciembre de 2015 y el 2 de enero de 2016. Se cree que estos disparos pueden haber sido aprobados después de una decisión del Ministerio de Defensa francés de reducir su inventario de misiles SCALP para reducir costes. El domingo 26 de junio de 2016, la RAF utilizó cuatro misiles Storm Shadow contra un búnker de ISIS en Irak. Los misiles Storm Shadow fueron lanzados desde dos aviones Tornado. Los cuatro misiles lograron impactos directos, penetrando profundamente en el búnker. Se utilizaron misiles Storm Shadow debido a la construcción masiva del búnker.
En octubre de 2016, el gobierno del Reino Unido confirmó que Arabia Saudita utilizó misiles suministrados por el Reino Unido en el conflicto en Yemen.
En abril de 2018, el gobierno del Reino Unido anunció que utilizó misiles Storm Shadow desplegados por Panavia Tornado GR4 para atacar una instalación de armas químicas en Siria. Según el teniente general del Cuerpo de Marines de EE. UU. Kenneth Mckenzie, la instalación de almacenamiento de armas químicas de Him Shinshar cerca de Homs fue alcanzada por 9 Tomahawk de EE. UU., 8 Storm Shadow británicos, 3 misiles de crucero MdCN franceses y 2 misiles de crucero SCALP franceses. Las imágenes de satélite mostraron que el sitio fue destruido en el ataque. El jefe del Departamento de Operaciones Principales del Estado Mayor de Rusia, Sergey Rudskoy, en su sesión informativa para los medios el 14 de abril de 2018, anunció que los ocho misiles lanzados desde Tornados fueron derribados por las Fuerzas de Defensa Aérea de Siria, un reclamo negado por los EE. UU., el Reino Unido y Francia. El Pentágono dijo que no se habían interceptado misiles y que los ataques fueron “precisos y abrumadores”. En respuesta, el Ministerio de Defensa ruso, durante una conferencia de prensa en Moscú, presentó partes de lo que afirmaron que era un misil Storm Shadow derribado.
Se ha sugerido que Storm Shadows, desplegado por Mirages de Emiratos o Rafales egipcios, podría haber sido utilizado en el ataque aéreo de julio de 2020 contra la base aérea de Al-Watiya durante la segunda guerra civil libia. El ataque contra la base, que albergaba al personal militar turco que apoyaba al Gobierno de Acuerdo Nacional reconocido internacionalmente, hirió a varios soldados turcos, destruyó sus sistemas de misiles antiaéreos MIM-23 Hawk y su Sistema de Guerra Electrónica KORAL.
El 11 de marzo de 2021, dos jets Royal Air Force Typhoon FGR4 que operaban desde Akrotiri, Chipre, golpearon un complejo de cuevas al suroeste de la ciudad de Erbil en el norte de Irak, donde se informó de un número significativo de combatientes del ISIS, marcando el primer uso de combate de la Sombra de la Tormenta del Tifón.

#### Uso por Ucrania
El 11 de mayo de 2023, el Reino Unido anunció que estaba suministrando Storm Shadows al ejército ucraniano durante la invasión rusa de Ucrania. Esto siguió a una promesa del Reino Unido en febrero de 2023 de enviar misiles de largo alcance a Ucrania en respuesta a los ataques rusos a la infraestructura ucraniana. Ucrania ha insistido en que no usaría tales armas en territorio ruso. El ministro de Defensa del Reino Unido, Ben Wallace, enfatizó la entrega como una "respuesta calibrada y proporcionada a la escalada de Rusia", y señaló el uso ruso de municiones de mayor alcance, incluido el misil hipersónico Kh-47M2 Kinzhal, el misil de crucero 3M-54 Kalibr y el dron de ataque unidireccional HESA Shahed 136.
La concesión de misiles Storm Shadow es un impulso significativo para el ejército ucraniano, ya que son capaces de atacar objetivos a distancias mucho más largas de lo que había sido posible anteriormente, incluidos los nodos de comando y control y los puntos logísticos en Crimea ocupada para interrumpir la capacidad de Rusia para apoyar la primera línea. Poco después, Francia anunció que también entregaría el SCALP-EG, su versión del misil, a Ucrania. Francia dijo que no estaba entregando armas capaces de atacar suelo ruso. El 18 de mayo, el Reino Unido confirmó que Ucrania ya había utilizado con éxito el Storm Shadow.
Rusia afirmó que Ucrania usó misiles Storm Shadow para atacar sitios industriales en Luhansk el 13 de mayo de 2023, solo dos días después de que se anunciara su entrega. Según un informe del medio de comunicación ruso Izvestia, los misiles de crucero se lanzan desde aviones de ataque Su-24 especialmente modificados y vuelan al amparo de cazas MiG-29 y Su-27 equipados con AGM-88 HARM. El comando ucraniano también utiliza UAV y señuelos ADM-160 MALD para desviar las defensas aéreas rusas y proteger la aeronave y las municiones para que no sean interceptadas. Ministro de Defensa de Ucrania Oleksii Réznikov confirmó el Su-24 como la plataforma de lanzamiento Storm Shadow de la Fuerza Aérea de Ucrania, tuiteando una foto de un Su-24MR con un misil en cada uno de sus pilones internos debajo de las alas. Reznikov dijo a fines de mayo que los misiles habían alcanzado el 100% de sus objetivos, aunque el Ministerio de Defensa de Rusia afirmó haber derribado algunos.
El 12 de junio, un ataque que involucró a Storm Shadow mató al general de división Sergei Goryachev en el Óblast de Zaporiyia. En ese momento era Jefe de Estado Mayor del 35.º Ejército de Armas Combinadas. El 22 de junio, el puente de la carretera de Chongar que conecta Crimea con el Óblast de Jersón fue golpeado por una sombra tormentosa que interrumpió la logística rusa. Un Storm Shadow en gran parte intacto se estrelló en Zaporizhzhia a principios de julio. TASS afirmó que las fuerzas rusas lo habían derribado y recuperado los restos para estudiar el diseño del misil y ayudar a desarrollar contramedidas.
El 29 de julio de 2023, un misil Storm Shadow golpeó el puente ferroviario del estrecho de Chongar que une la Crimea ocupada con el óblast de Jersón, aterrizando entre las dos vías en el acceso al puente.
El 13 de septiembre de 2023, Ucrania utilizó misiles de crucero británicos en un importante ataque contra el cuartel general de la Flota rusa del Mar Negro en la Crimea ocupada. Un submarino (B-237 Rostov na Donu) y un buque de guerra (Minsk) rusos resultaron dañados en el bombardeo previo al amanecer en el astillero de Sebastopol, potencialmente el mayor ataque contra objetivos navales rusos de la guerra.

## Variantes de exportación

### Shaheen negro
Desarrollado por Francia para exportar a los Emiratos Árabes Unidos para su uso con su Mirage 2000, se realizaron modificaciones para reducir el alcance a 290 km (160 nmi; 180 mi) para cumplir con las pautas del Régimen de Control de Tecnología de Misiles.

### MDCN
En 2006, MBDA Francia comenzó el desarrollo de un misil de crucero naval de ataque profundo más potente para ser desplegado en una nueva serie de buques de guerra y submarinos franceses para operaciones de ataque terrestre con el fin de complementar el SCALP/Storm Shadow. Este Missile de Croisière Naval (MdCN), anteriormente denominado SCALP Naval, entró en funcionamiento en las fragatas multipropósito francesas clase FREMM en 2017 y en los submarinos clase Barracuda en junio de 2022, utilizando la versión A70 del lanzador Sylver en el primero y los tubos de torpedos de 533 mm en el segundo. Como no se lanza desde un avión como el SCALP, el MdCN utiliza un propulsor durante su fase de lanzamiento para salir de la nave y ganar algo de velocidad inicial.

## Operadores
- Egipto

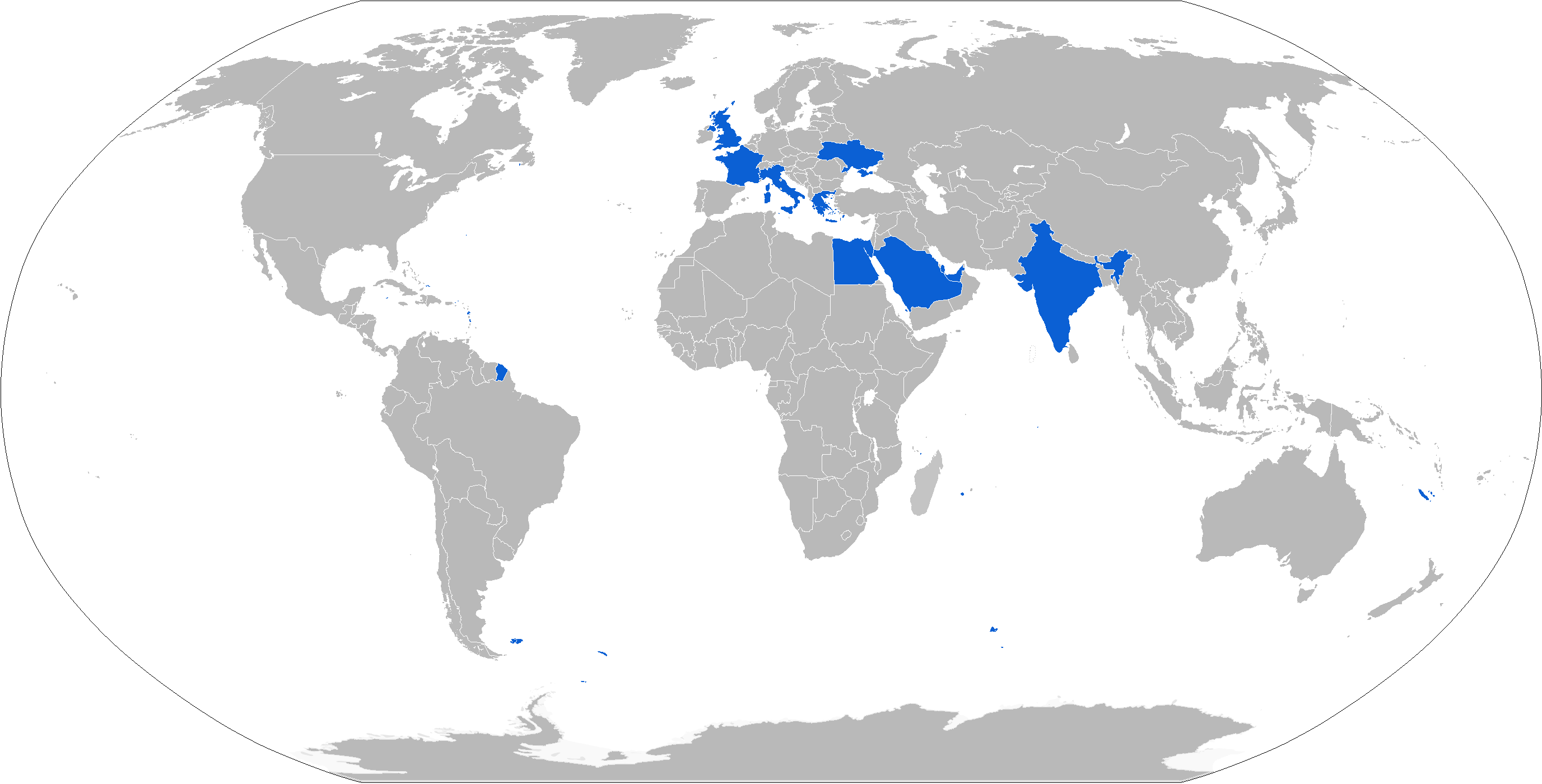
Operadores de Storm Shadow en azul.

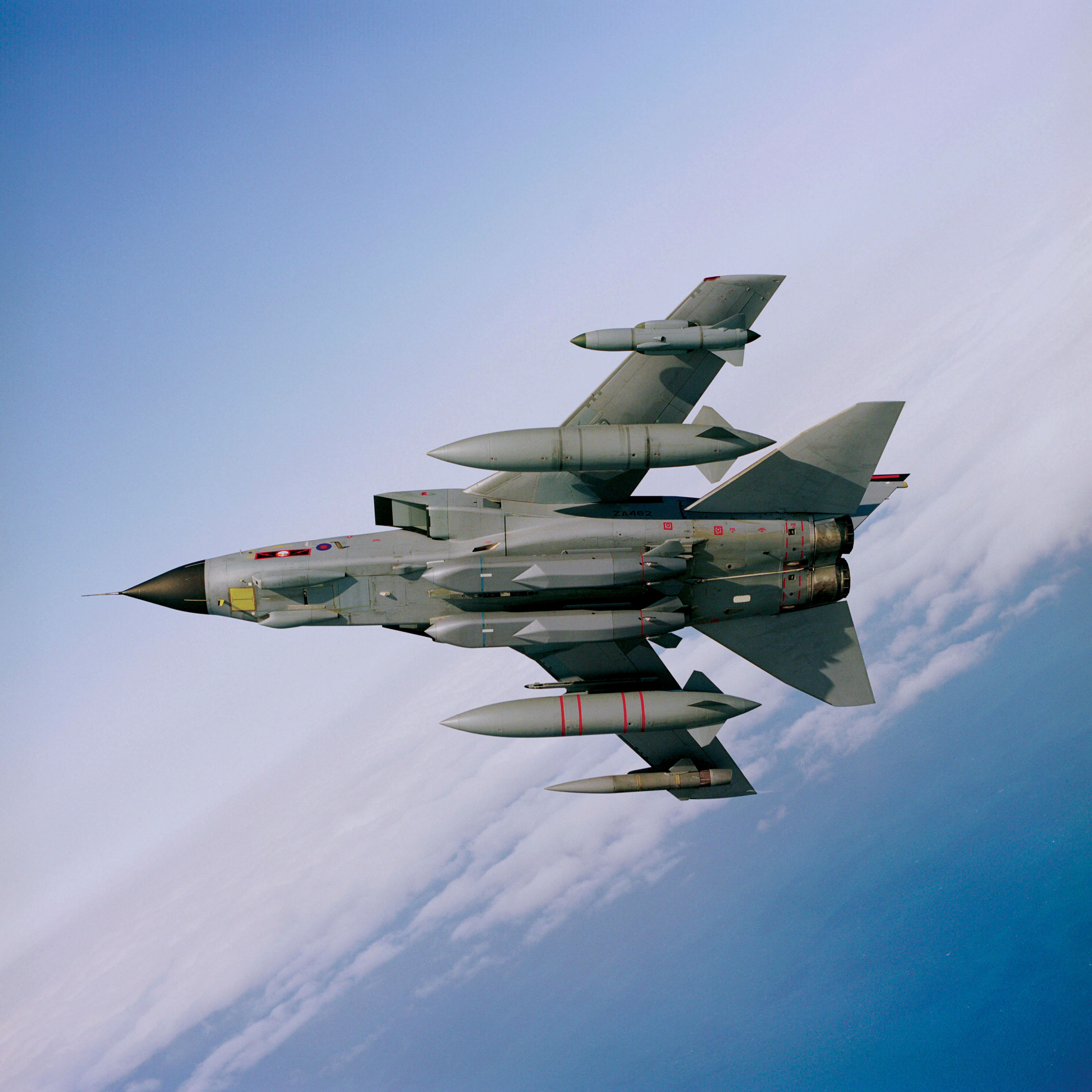
Un Tornado GR4 de la RAF acarreando dos misiles Storm Shadow bajo su fuselaje

Más de 100 entregados para la Fuerza Aérea Egipcia como parte del acuerdo Dassault Rafale. Autonomía inferior a 300 km.
- Francia

500 misiles SCALP pedidos para la Fuerza Aérea y Espacial Francesa en 1998. 50 MdCN pedidos en 2006 y otros 150 pedidos en 2009 para la Armada francesa.
- Grecia

90 pedidos para la Fuerza Aérea Griega en 2000 y 2003. Más pedidos y entregados en 2022 como parte del acuerdo Dassault Rafale F3R.
- Italia

200 pedidos para la Aeronautica Militare en 1999.
- India

Número desconocido pedido para la Fuerza Aérea India en 2016 como parte del acuerdo Dassault Rafale.
- Catar

140 pedidos para la Fuerza Aérea de Catar en 2015.
- Arabia Saudita

Número desconocido pedido para la Real Fuerza Aérea Saudí.
- Ucrania

Los gobiernos británico y francés anunciaron, en mayo y julio de 2023, respectivamente, que se suministrarían Storm Shadows a Ucrania durante los combates posteriores a la invasión rusa de Ucrania a partir de 2022.
- Emiratos Árabes Unidos

Número desconocido encargado para la Fuerza Aérea de los Emiratos Árabes Unidos en 1997. Conocido como Black Shaheen.
- Reino Unido

The Independent estimó que el pedido de la Real Fuerza Aérea estaba entre 700 y 1000.

### Misiles similares
- AGM-129 ACM
- AGM-158 JASSM
- BGM-109 Tomahawk
- Taurus KEPD 350
- Kh-55
- RK-55
- Ra'ad ALCM
- Babur
- Nirbhay
- Cj-10